# Bindu visarga

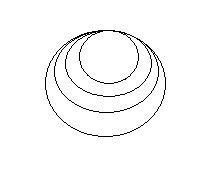
Schéma de Bindu cakra

Bindu (IAST ; devanāgarī : बिन्दु qui signifie « goutte ») est le huitième cakra majeur suivant l'hindouisme et plus particulièrement le haṭha yoga d'après certaines traditions; pour d'autres c'est un cakra mineur. Bindu est le lieu du karma accumulé au cours des vies précédentes.

## Localisation
Bindu se situe au sommet et à l'arrière de la tête, là ou les jeunes étudiants yogiques hindous se laissent pousser une touffe de cheveux sur leurs crânes rasés.

Bindu visarga en violet; le rouge est utilisé aussi.

## Représentation
La tradition veut que Bindu soit représenté par un croissant de lune dans une nuit claire. La partie supérieure droite du symbole Om,(ॐ), représente Bindu visarga. En couleur Bindu est dessiné comme une lune violette ronde avec un croissant blanc dans sa partie inférieure, entouré d'un ciel pourpre étoilé.

## Bija Mantra
Le son d'éveil de Bindu est le son de Om. Pour les sikhs, c'est la mantra Naam. Om est le son entendu lorsque Bindu est éveillé.

La syllabe Om avec Bindu visarga.

## Fonction
Des textes tantriques disent que Bindu émet une sécrétion enivrante, l'amrit, qui remplace toutes les nourritures terrestres. L'humain peut rentrer comme en hibernation une fois le nectar délivré. Bindu est l'endroit où l'unité se fragmente, où le monde se crée. La conscience illimitée, l'état de vide, un niveau de conscience pure sont différents attributs de Bindu visarga tout comme la plénitude. Bindu donne les moyens à la conscience de s'exprimer tout en étant l'instrument de sa limitation. La puissance de Bindu se retrouve dans un seul petit point ; les maitres yogis comparent cela à la théorie du big-bang lorsqu'un point de matière infiniment dense se mit en expansion pour créer le cosmos.

## Pratique d'éveil
Moorchha pranayama, un exercice sur le souffle, deux mudras et l'écoute des sons subtils intérieurs sont les pratiques recommandées afin d'éveiller Bindu visarga.

## Comparaison avec d'autres religions
- Dans le Qigong, Bindu est proche du plus haut dantian dénommé Shang Dantian.
- Dans la Kabbale, Bindu se situe entre les séphiroths supérieurs: Kether, et Binah et Chokhmah.

## Source
- Swami Satyananda Saraswati, Kundalini Tantra, publié en France chez éditions Swam, édition de 2005, pages 206 et suivantes,  (ISBN 9782950338976).